# Río Seleguá
El río Seleguá es un río ubicado en Guatemala un afluente del río Grijalva, que discurre en su mayor parte por Guatemala y una parte más pequeña en México. Nace en la sierra de los Cuchumatanes y recorre el departamento de Huehuetenango en dirección del noroeste hasta cruzar la frontera con México (aproximadamente en 15°44′58″N 91°55′07″O / 15.749467, -91.918659). Continúa hacia el noroccidente hasta desembocar en el embalse de la presa de La Angostura, uno de los lagos artificiales más extensos de México. La longitud del río Seleguá en Guatemala es 102 km. La cuenca del río Selegua tiene una extensión de 1535 km² en Guatemala.

## Historia
El río Grande de Chiapas o río Mezcalapa― es un río del sureste de México, nacido de la unión de los ríos Seleguá (Rincón Tigre) y el San Gregorio, que confluyen en el embalse de la presa la angostura, a partir de allí se le denomina río Mezcalapa este pertenece a la cuenca denominada Río Grijalva, el segundo más caudaloso de México y el mayor productor de energía hidroeléctrica. Sus fuentes nacen en la tierra de los Cuchumatanes, en el municipio de Chiantla, la primera en Huehuetenango y la segunda en  el valle de San Carlos Sija por el Río Cuilco, Guatemala, a unos 70 kilómetros de la frontera de Ciudad Cuauhtémoc, en Chiapas, México.

### Río Grijalva
En Guatemala se llama Río Seleguá, es el río que al ingresar a territorio mexicano se convierte en el río Rincon Tigre, en Chiapas después de confluir con el río San Gregorio, este a su vez nace en Chiapas y después de confluir con el río San Miguel (río Cuilco), que nace en el valle de San Carlos Sija, en los Altos de la Sierra Madre Guatemala continua discurriendo hacia el norte en donde forma el embalse de la presa de La Angostura, uno de los lagos artificiales más extensos de México, después de confluir con el río Rincón Tigre. el río cambia su nombre a Río Grijalva y el curso de noroeste a norte hasta que llega a Tuxtla Gutiérrez en donde entra en lo que se conoce como el cañón del sumidero alcanzando su máxima profundidad registrada antes de llegar al embalse de la presa Chicoasen, cabe destacar que el cañón del Sumidero en México es uno de los cañones más grandes e importantes de México, las paredes de este cañón pueden alcanzar una altura máxima de casi mil metros y una anchura de más de un kilómetro convirtiéndolo en uno sitio turístico más visitados de Chiapas de tantos.

### Recorrido en México
El río después de pasar por la presa Chicoasen discurre de nuevo hacia el noroeste hasta entrar en el embalse de la presa de Netzahualcoyotl (Malpaso), es aquí en donde recibe uno de sus principales afluentes, el río Venta, para luego de nuevo girar hacia el norte y luego de pasar por la localidad de Rómulo Calzada entra en el embalse de la presa de Peñitas, en donde recibe a otro gran afluente el río Ostuacan, y luego de pasar por la presa de Peñitas comienza a servir de límite estatal entre los estado de Chiapas y Tabasco, para finalmente adentrarse en el estado de Tabasco después de pasar por la comunidad de San Manuel.